# Joan Metge
Dame Alice Joan Metge, DBE (geboren am 21. Februar 1930 in Auckland), ist eine neuseeländische Sozialanthropologin, Erzieherin, Dozentin und  Schriftstellerin. Sie hat an der University of Auckland Erwachsenenbildung durchgeführt und an der Victoria University of Wellington über die Kultur und die sozialen Strukturen der Māori gelehrt und geforscht. Ihre anthropologischen Hauptgebiete sind neben der Kultur der Māori die Probleme der interkulturellen Kommunikation.

## Jugend und Familie
Alice Joan und ihre jüngere Schwester Dorothy Mary sind die Töchter von Cedric Leslie Metge und Alice Mary Rigg; beide Eltern arbeiteten als Lehrer. Der Großvater väterlicherseits stammte aus Navan, nordwestlich von Dublin, und emigrierte aus Irland nach Neuseeland. Seine Vorfahren waren Schotten, Iren, Engländer und ursprünglich Hugenotten, die aus Frankreich nach Irland geflohen waren.
Die Familie lebte während der Depression und bis etwa 1940 in Auckland und zog dann nach Pukekohe, wo Joan Metge zum ersten Mal in Kontakt mit Māori – ungelernte Wanderarbeiter in Gärten und im Ackerbau – kam und sich des ökonomischen und sozialen Unterschieds zwischen Māori und Pākehā, Neuseeländern mit europäischen Wurzeln, bewusst wurde. Zu dieser Zeit äußerte sich der Rassismus in Neuseeland darin, dass es etwa 40 Gesetze „zum Besten der Māori“ gab, die deren Leben einschränkten und sie legal wie Minderjährige einstuften.
Einige Jahre später zog die Familie erneut um, diesmal nach Matamata, wo es in der Umgebung einige Māori-Gemeinden gab. Wiederum Jahre später zogen die Eltern nach Orakei, einem Vorort von Auckland, und Metge nutzte ihr Elternhaus als Basis für ihre Studien über die Land-Stadt-Migration.

## Akademische Ausbildung

### Geografie

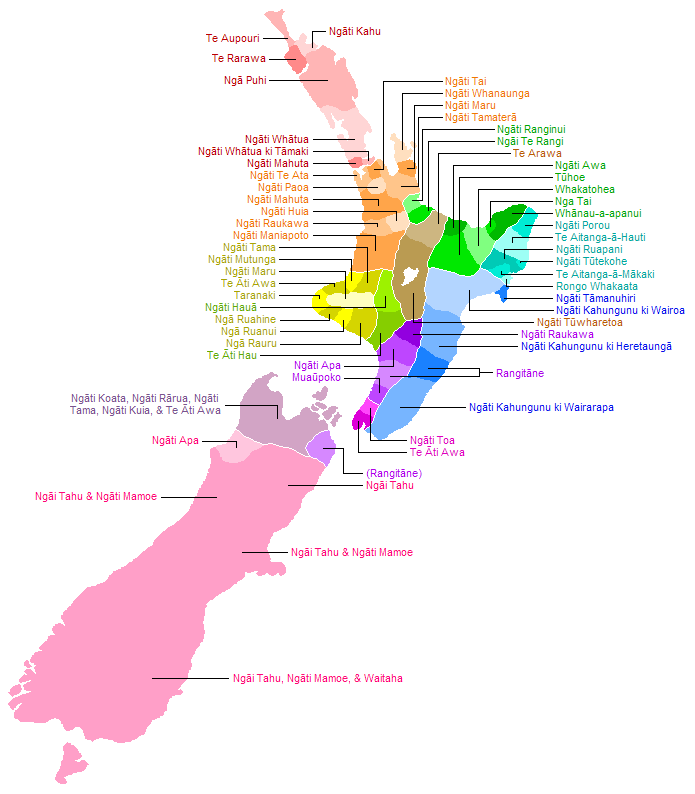
Stammesgebiete der Māori

Ihre Eltern ermöglichten Joan Metge eine Ausbildung an der University of Auckland, wo sie ab 1948 zuerst Geographie mit besonderem Aspekt auf Anthropologie studierte. Metge graduierte 1952 zum Master of Arts with first-class honours mit einem Thema zur geographischen Verteilung der Māori in Nord-Neuseeland (Daten der Volkszählungen von 1926, 1936 and 1951 und den jährlichen Berichten des Department of Maori Affairs).

### Anthropologie
Das Department of Anthropology der Universität wurde erst 1951 unter dem Australier Ralph Piddington mit den Fächern Physische Anthropologie, Soziale Anthropologie und Archäologie etabliert; später kam noch Māori-Sprache und Linguistik hinzu.
Nach dem Master-Abschluss arbeitete Metge als Junior Lecturer in Geographie und war eine der ersten Studentinnen im neuen Fachbereich Anthropologie unter Piddington, bei dem sie Systematik und field work (Forschung im Außeneinsatz) lernte. Drei ihrer Mitstudenten waren Māori, und durch einen von ihnen, Wiremu (Bill) Tawhai, zum Iwi Te Whānau-ā-Apanui im östlichen Teil der Bay-of-Plenty-Region der Nordinsel zugehörig, erhielt sie weiteren Zugang zur Māori-Kultur.

#### Land-Stadt-Migration der Māori
Mit einem Stipendium und unter Aufsicht von Piddington widmete sie sich ab 1953 zwei Jahre lang dem Thema der Land-Stadt-Migration der Māori (fälschlich als urban drift bezeichnet). Über das Department of Māori Affairs bekam sie die Möglichkeit, als Schreibhilfe (Māori Welfare Officer ehrenhalber) für die neu gegründete Māori Women’s Welfare League zu arbeiten und Kontakte mit Māori-Haushalten zu etablieren, die sie nach deren Zustimmung im Rahmen ihrer Studie befragte.
1955 verbrachte Metge, unterstützt durch ein Stipendium der Carnegie Social Science Research, fünf Monate in einer Landgemeinde, die ernsthaft durch Abwanderung in die Stadt gefährdet war. Nach eigenen Angaben lernte sie in dieser Zeit mehr über das Sozialleben der Māori als zuvor in ihren zwei Jahren in der Stadt.
Ihre Arbeit wurde nicht nur als positiver Fortschritt im Verständnis gesehen, sondern auch kritisiert. Der Reverend Maharaia Winiata (1912–1960), ein promovierter Sozialanthropologe und politischer Māori-Aktivist, kritisierte sie 1955 öffentlich während einer Präsentation ihrer Daten, dass sie als Pākehā weder das Recht habe, die Māori-Kultur darzustellen, noch das Verständnis haben könne, sie überhaupt zu verstehen.
Da zu dieser Zeit keine Anthropologie-Promotionen in Neuseeland möglich waren, begab sich Metge im September 1955 für etwas mehr als zwei Jahre an die London School of Economics and Political Science (LSE). Während ihres Aufenthalts hatte sie die Möglichkeit, von den führenden britischen Anthropologen zu lernen und war besonders beeindruckt von Max Gluckman (1911–1975), Mary Douglas (1921–2007) und Victor Turner (1920–1983). 1958 promovierte sie mit A New Maori Migration unter dem Neuseeländer Raymond Firth und ihre Doktorarbeit wurde 1964 gemeinsam von den Universitätsverlagen in London und Melbourne publiziert.

## Berufliche Karriere
Metge entschied sich gegen eine akademische Laufbahn in England und kehrte 1958 nach Neuseeland zurück. Sie übernahm gelegentliche Arbeiten für Piddington und erweiterte und überarbeitete ihre eigene Forschung unterstützt durch ein Stipendium der amerikanischen Carnegie Foundation. Ergebnisse dieser Untersuchungen wurden später publiziert.

### University of Auckland
1961 nahm sie das einzige Angebot an, das sie erhielt: Suburban Tutor/Organiser in Adult Education (etwa: Organisator und Tutor der Erwachsenenbildung im Stadtumfeld). Sie war damit Angestellte der Auckland University und führte halb administrative, halb lehrende Tätigkeiten durch. Sie arbeitete zusammen mit Matiu Te Auripo Te Hau (1912–1978), einem bekannten Erziehungswissenschaftler und Māori-Gemeinschaftsführer und später mit Te Kapunga Matemoana „Koro“ Dewes (1930–2010), einem Pionier in der Erziehung der Māori und Verfechter der Māori-Sprache. Metge gab Kurse über die Gesellschaft und Kultur der Māori für Nicht-Māoris und baute in diesen Jahren mit jüngeren Māori-Tutoren ein gemeinsames Netzwerk auf, dass viele Iwi umfasste.

### Victoria University of Wellington
Unzufrieden, da sie keine Möglichkeit hatte, die Effizienz ihrer Lehrertätigkeit in der Erwachsenenbildung verfolgen zu können, nahm Metge 1965 ein Angebot als Dozentin an der Victoria University in Wellington an. Zusammen mit Wiremu Parker, einem Māori-Rundfunksprecher, Übersetzer und Lehrer in der Erwachsenenbildung, plante und gab sie Anfängervorlesungen zu Māori-Studien. Dieses Programm baute sie in den nächsten Jahren weiter aus.
1967 wurde der niederländische Anthropologe Jan Pouwer (1924–2010) als Professor an die Victoria University of Wellington berufen, ein Anhänger der Schule von Claude Lévi-Strauss (1908–2009). Metge entdeckte dabei für sich die anthropologischen Konzepte des Strukturalismus, Korrelation und Opposition, Mediation und Transformation (von Mythenmodellen). Zu letzterem Thema entwickelte Metge eine andere Sichtweise. Unter Pouwer konzipierte Metge Vorlesungen für das 3. Studienjahr (Anthropologie in komplexen Gesellschaften, Kontemporäre Māori-Gesellschaft und -Kultur). 1976 kehrte Jan Pouwer in die  Niederlande zurück und die amerikanische Anthropologin Ann Chowning übernahm seinen Lehrstuhl.
In den 1970er und 1980er Jahren erfolgte ein Umschwung in den Beziehungen zwischen Māori und Pākehā. Junge Māori-Aktivisten forderten Reparationen für die Verletzung von Tino rangatiratanga (die komplette Unabhängigkeit der Māori) im Vertrag von Waitangi. 1981 untersuchte Metge mit einem Captain James Cook Fellowship die derzeitige Rolle des Whānau, eines erweiterten Familienverbandes, unter den Māori. Als Neuerung zeichnete sie die Interviews per Tonbandgerät auf und ließ die abgeschriebenen Texte von ihren Interviewpartnern gegenlesen. Trotzdem war sie erneut vereinzelten Angriffen von Seiten der Māori ausgesetzt, die ihr vorwarfen, ihre akademische Karriere durch die „Ausnutzung naiver Māori“ voranzutreiben.
Ende 1987 verließ Metge die Victoria University of Wellington und ging in den frühen Ruhestand.

## Aktivitäten als Privatperson
Metge zog nach Kotare, in den Südwesten der Nordinsel. Sie beteiligte sich an der Argumentation der Te Runanga o Te Rarawa und Te Runanga o Muriwhenua von Land- und Fischereiansprüchen, die vor dem Waitangi Tribunal vorgetragen wurden. In diesem Zusammenhang wurde Metge formell in den Māori-Stamm Te Rarawa aufgenommen.
Seit den späten 1980er Jahren hat sie weitere Buchprojekte verfolgt.
Von ihr stammt das metaphorische Bild, dass „die Beziehungen zwischen den Menschen Neuseelands wie ein Tau mit vielen Fasern ist, das, wenn es verwoben/zusammengearbeitet ist, eine starke Nation schafft.“

## Privatleben
Metge hat nie geheiratet und keine Kinder gehabt, aber über die Jahre war sie Whāngai (Pflegemutter) für vier Teenager-Jungen, drei Māori und ein Pākehā. Bezüglich der Familien ihrer erwachsenen Zöglinge bezeichnet sie sich selber als „Großmutter“ und „Urgroßmutter“.

## Zitat
“The opposition and challenges I faced from a few Maori were more than outweighed by the co-operation and aroha of the many. The more I have listened and learnt, the more I have come to understand the anger and appreciate the patience and graciousness of the majority. From the beginning I received more support and guidance from Maori mentors than I found among anthropologists. Sadly, part of my experience has been a disjunction between the Maori world in which I continue to move and the world of anthropological academia.”

„Die Gegnerschaft und die Herausforderungen, die ich von einigen Māori erlebte, wurden durch die Kooperation und die Aroha der vielen mehr als aufgewogen. Je mehr ich zugehört und gelernt habe, desto mehr habe ich den Zorn verstanden und schätze ich die Geduld und die Zuvorkommenheit der Mehrheit. Von Anfang an erhielt ich mehr Unterstützung und Anleitung von Māori-Mentoren als von Anthropologen. Traurigerweise ist ein Teil meiner Erfahrung eine Trennung von der Māori-Welt, in der ich mich bewege, und der Welt der anthropologischen Wissenschaft.“

## Auszeichnungen und Ehrungen
- 1987: Ernennung zur Dame Commander of the Order of the British Empire für ihre Dienste in der Anthropologie anlässlich der Queen’s Birthday Honours[19]
- 1997: Verleihung der ersten Te-Rangi-Hiroa-Medaille der Royal Society of New Zealand für ihre Forschungen in den Sozialwissenschaften[20]
- 2001: Verleihung des Ehrendoktors (Doctor of Letters, LittD) von der University of Auckland
- 2006: Verleihung des Asia-Pacific Mediation Forum Peace Prize auf Suva, Fiji[21]
- 2015: Prime Minister’s Awards for Literary Achievement for Non-fiction
- In Anerkennung ihres Beitrags in den Sozialwissenschaften hat die Royal Society of New Zealand im Jahr 2006 die Verleihung der Dame Joan Metge Medal ins Leben gerufen. Alle zwei Jahre wird sie an eine neuseeländische Person für herausragende Leistungen in der Lehre, Forschung und/oder anderen Tätigkeiten in den Sozialwissenschaften verliehen, die zum Aufbau von Kapazitäten und zur positiven Beziehungen zwischen Forschungsteilnehmern beitragen.[22]
- Zusätzlich gibt es einen Dame Joan Metge & Professor Charmian J O’Connor Post-Doctoral Research Award[23], der für neuseeländische Frauen konzipiert ist, die ein Projekt beenden möchten und dabei eine berufliche Verbindung mit einem Forschungsinstitut in Auckland haben.

## Bibliographie
Joan Metge:
- A New Maori Migration. Rural and Urban Relations in Northern New Zealand. Berg Publishers, Oxford 1964, ISBN 1-85973-899-0.
- mit P. Linlioch: Talking Past Each Other. Problems of cross-cultural communication. Victoria University Press, Wellington 1978, ISBN 0-7055-0670-3.
- In and Out of Touch. Whakamaa in cross-cultural context. Victoria University Press, Wellington 1986, ISBN 0-86473-030-6.
- Kia tupato! Anthropologist at work. In: Oceania, 69(1), S. 47–60 (1998).
- Korero Tahi. Talking Together. Auckland University Press, Auckland 2001, ISBN 1-86940-254-5.
- Tuamaka. The Challenge of Difference in Aotearoa New Zealand. Auckland University Press, Auckland 2010, ISBN 978-1-86940-468-0.[24]
- Tauira. Maori Methods of Learning and Teaching. Auckland University Press, Auckland 2015, ISBN 978-1-86940-822-0.[25]

Einkünfte der Bücher gehen an den 1974 gegründeten Kotare Trust (Research and Education for Social Change).